# Petrilaca
Petrilaca – wieś w Rumunii, w okręgu Marusza, w gminie Cuci. W 2011 roku liczyła 559 mieszkańców.